# Château des ducs de Joyeuse
Le château des ducs de Joyeuse est un château situé à Couiza, dans le département de l'Aude, en France.

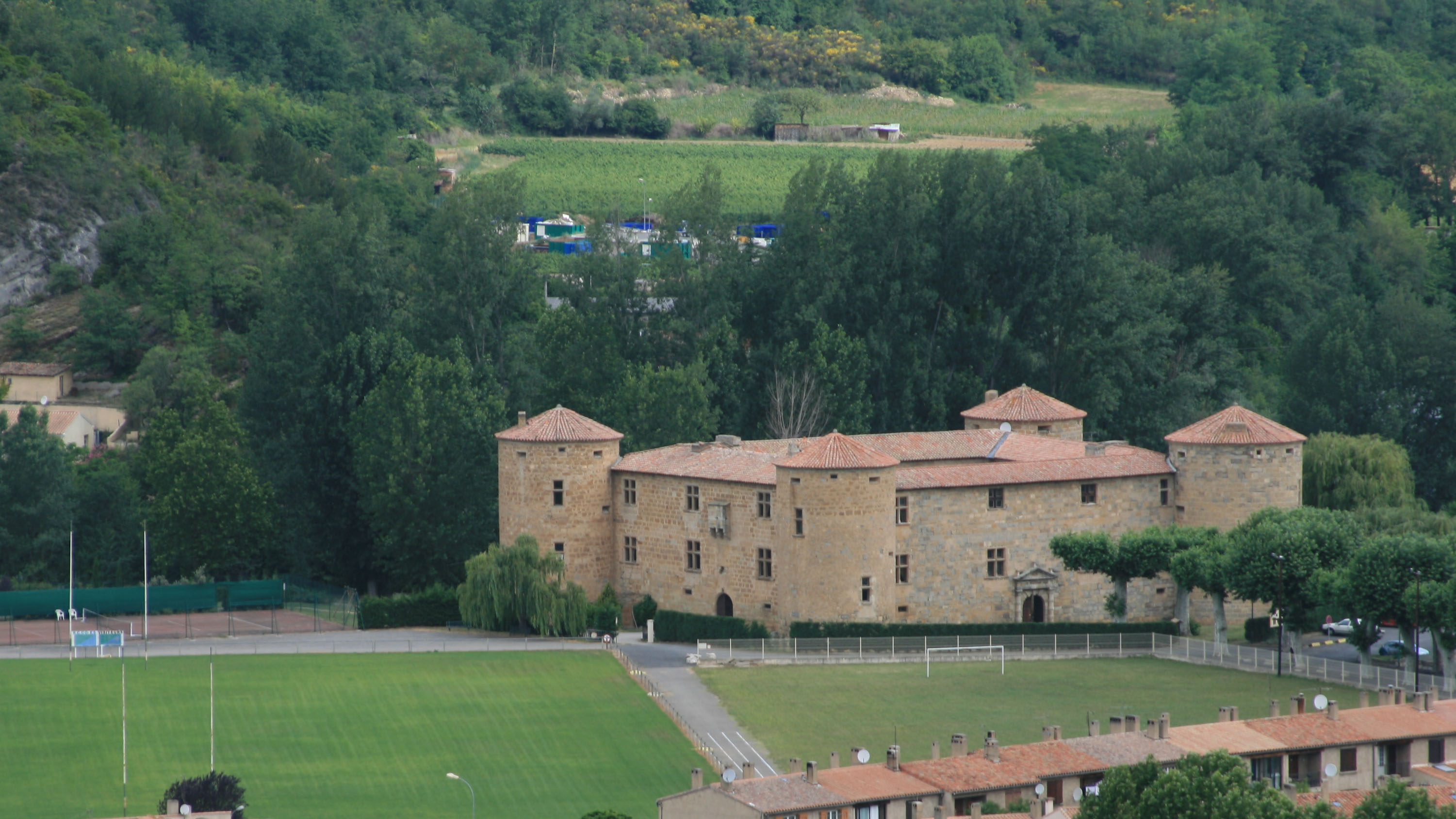

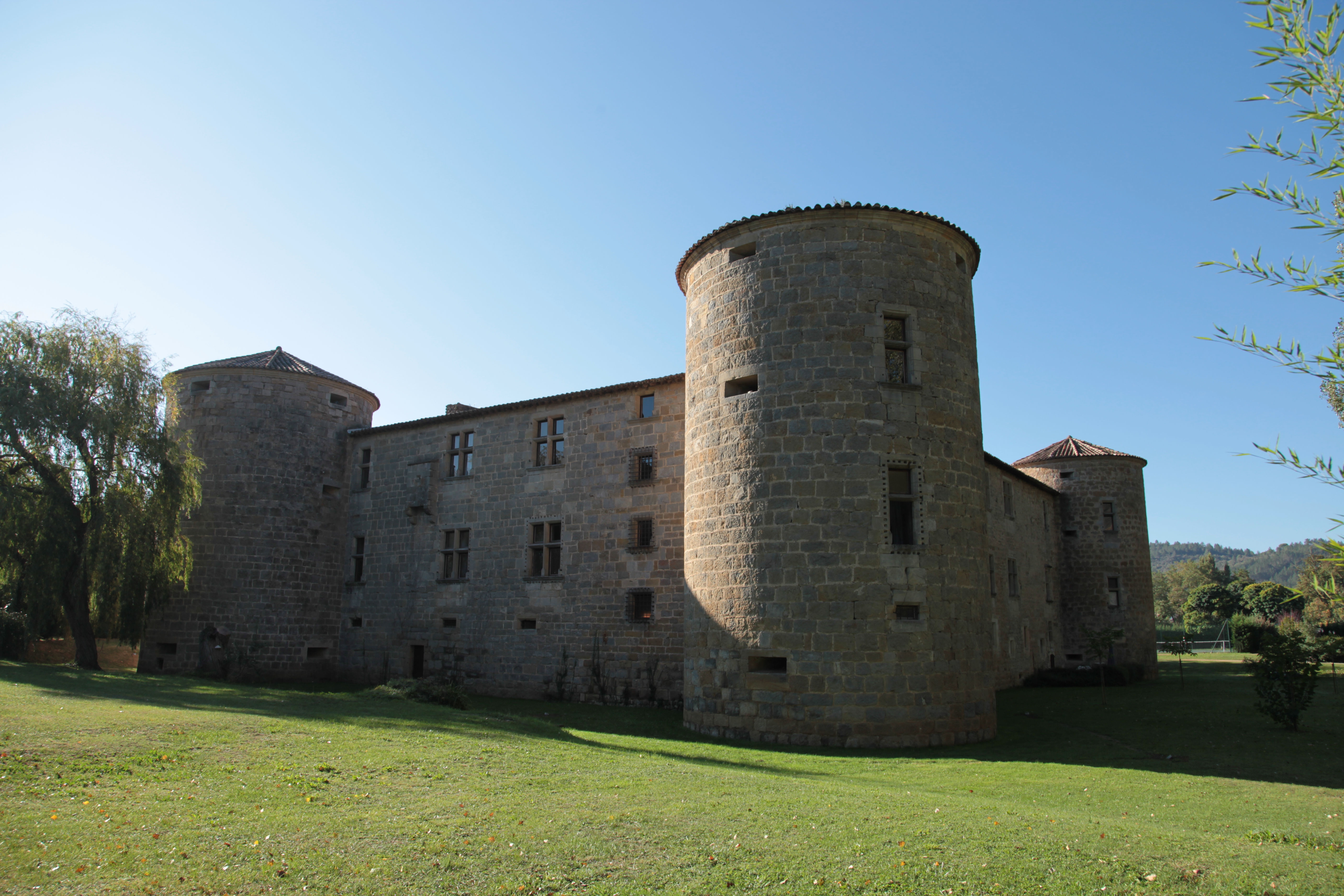

## Historique
En 1231, lors de la croisade des Albigeois, le pays de Couiza est donné à Pierre de Voisins qui va construire son château à Arques. Il faut attendre le mariage en 1518 de la dernière héritière des Voisins, Françoise, avec Jean de Joyeuse (pair et chambrier nommé par François 1er, gouverneur de Narbonne et lieutenant général en Languedoc), pour qu’à son initiative fut entrepris, entre 1540 et 1550, la construction du château. Les travaux furent par la suite poursuivis par son fils, Guillaume de Joyeuse (1520-1592), lui-même évêque d’Alet, puis lieutenant général en 1561.
En 1577, les protestants d’Alet l’assiègent et il doit prendre la fuite : le château est pillé. Mais en 1582, Guillaume de Joyeuse y revient maréchal et y tient une véritable cour. Il meurt à Aubenas (Vivarais) le 24 janvier 1592 et est inhumé dans l'Église Saint-Pierre de Joyeuse.
Le 20 octobre 1587, son fils aîné, le « mignon », baron d’Arques Anne de Joyeuse, duc et pair à 20 ans, périt à la bataille de Coutras gagnée par Henri de Navarre. Malheureusement, aucun des six autres fils (François, Antoine, Georges, Henri, Scipion et François), ne semble être intéressé par le château de Couiza, d’ailleurs inachevé.
En 1649, la fille unique d’Henri, veuve de Charles de Guise le vend à un neveu de l’archevêque de Narbonne, Claude de Rebé. Alors déclaré bien national, le château devient tour à tour hôpital militaire pour les soldats de Dugommier et Dagobert, gendarmerie, et enfin magasin de laine pour une fabrique de chapeaux.
La toiture s’effondre en 1928, arbustes et ronces prennent possession du 1er étage, la ruine totale est proche quand le monument est enfin restauré il y a environ cinquante ans.
Aujourd'hui, le Château est un hôtel-restaurant.
Le château est classé au titre des monuments historiques en 1913. Des parcelles cadastrales proches du château sont aussi classées en 1944.

## Description
Comme le château féodal traditionnel, celui de Couiza s’organise autour d’une cour rectangulaire et comporte une grosse tour circulaire à chaque angle.L’ensemble est bâti en un bel appareil régulier avec le calcaire aux tons fauves qui caractérise la plupart des monuments de la région.
L’aspect extérieur est encore médiéval. Les quatre façades aux murs d’un mètre d’épaisseur, ne comportent aucune fenêtre au rez-de-chaussée.
Aux deux étages, les quatre corps de bâtiment sont éclairés par d’élégantes fenêtres étrésillonnées en croix latine et puissamment grillagées.
Les quatre tours rondes sont particulièrement robustes avec leurs deux mètres d’épaisseur. Liées aux corps de logis par un pan coupé, il n’est pas nécessaire de les traverser pour aller d’un bâtiment à un autre.Elles sont percées de meurtrières adaptées à l’usage des armes à feu. Leurs toits coniques recouverts de tuiles roses présentent la pente douce habituelle à la région audoise.
La cour intérieure aux logis construits dans un grès très fin contraste heureusement avec l’appareil militaire extérieur. Tout y évoque la riante architecture de la Renaissance.
Le château est actuellement un hôtel et ne se visite plus désormais.